# Alchemilla haraldii
Alchemilla haraldii é uma espécie de rosácea do gênero Alchemilla, pertencente à família Rosaceae.